# Scăriga, Bacău
Scăriga este un sat în comuna Livezi din județul Bacău, Moldova, România.